# Beilschmiedia wangii
Beilschmiedia wangii är en lagerväxtart som beskrevs av C.K. Allen. Beilschmiedia wangii ingår i släktet Beilschmiedia och familjen lagerväxter. Inga underarter finns listade i Catalogue of Life.